# Sociedade Esportiva União Cacoalense
El Sociedade Esportiva União Cacoalense és un club de futbol brasiler de la ciutat de Cacoal a l'estat de Rondônia.

## Història
El club fou fundat l'1 de gener de 1982. Guanyà el Campionat rondoniense de forma consecutiva els anys 2003 i 2004.

## Palmarès
- Campionat rondoniense:
  - 2003, 2004

## Estadi
El club disputa els seus partits com a local a l'Estadi Aglair Tonelli Nogueira. Té una capacitat màxima per a 5.000 espectadors.